# Dejan Savićević
Dejan Savićević (cyrilicí Дејан Савићевић; * 15. září 1966, Titograd, SFR Jugoslávie) je bývalý jugoslávský resp. černohorský fotbalista a pozdější trenér.
V anketě Zlatý míč, která hledala nejlepšího fotbalistu Evropy, se roku 1991 umístil na druhém místě.

## Přestupy
- z FK Budućnost Titograd do FK Crvena zvezda za 200 000 eur
- z FK Crvena zvezda do AC Milán za 7 500 000 eur

## Statistika
| Klub         | Sezóna  | Liga   | Liga | Pohár  | Pohár | LM či EL | LM či EL | celkem | celkem |
| Klub         | Sezóna  | Zápasy | Góly | Zápasy | Góly  | Zápasy   | Góly     | Zápasy | Góly   |
| ------------ | ------- | ------ | ---- | ------ | ----- | -------- | -------- | ------ | ------ |
| FK Podgorica | 1982/83 | 2      | 0    | ?      | ?     | ?        | ?        | ?      | ?      |
| FK Podgorica | 1983/84 | 7      | 1    | ?      | ?     | ?        | ?        | ?      | ?      |
| FK Podgorica | 1984/85 | 30     | 5    | ?      | ?     | ?        | ?        | ?      | ?      |
| FK Podgorica | 1985/86 | 32     | 10   | ?      | ?     | ?        | ?        | ?      | ?      |
| FK Podgorica | 1986/87 | 31     | 9    | ?      | ?     | ?        | ?        | ?      | ?      |
| FK Podgorica | 1987/88 | 29     | 10   | ?      | ?     | ?        | ?        | ?      | ?      |
| CZ Bělehrad  | 1988/89 | 0      | 0    | ?      | ?     | ?        | ?        | ?      | ?      |
| CZ Bělehrad  | 1989/90 | 25     | 10   | ?      | ?     | ?        | ?        | ?      | ?      |
| CZ Bělehrad  | 1990/91 | 25     | 8    | ?      | ?     | ?        | ?        | ?      | ?      |
| CZ Bělehrad  | 1991/92 | 22     | 5    | ?      | ?     | ?        | ?        | ?      | ?      |
| AC Milan     | 1992/93 | 10     | 4    | 4      | 3     | 3        | 0        | 17     | 7      |
| AC Milan     | 1993/94 | 20     | 0    | 3      | 1     | 7        | 3        | 32     | 4      |
| AC Milan     | 1994/95 | 19     | 9    | 1      | 0     | 6        | 2        | 29     | 11     |
| AC Milan     | 1995/96 | 23     | 6    | 3      | 2     | 3        | 1        | 29     | 9      |
| AC Milan     | 1996/97 | 17     | 1    | 2      | 0     | 2        | 0        | 22     | 2      |
| AC Milan     | 1997/98 | 8      | 0    | 7      | 1     | 0        | 0        | 15     | 1      |
| CZ Bělehrad  | 1998/99 | 3      | 0    | ?      | ?     | ?        | ?        | ?      | ?      |
| Rapid Vídeň  | 1999/00 | 22     | 11   | ?      | ?     | ?        | ?        | ?      | ?      |
| Rapid Vídeň  | 2000/01 | 22     | 7    | ?      | ?     | ?        | ?        | ?      | ?      |
| Rapid Vídeň  | Celkově | 347    | 96   | ?      | ?     | ?        | ?        | ?      | ?      |

## Trenér
| Klub / reprezentace | Datace    |
| ------------------- | --------- |
| Srbsko a Černá Hora | 2001-2003 |

## Úspěchy

### Klubové
- 3× vítěz Serie A (1992/93, 1993/94, 1995/96)
- 3× vítěz 1. jugoslávské ligy (1989/90, 1990/91, 1991/92)
- 2× vítěz jugoslávského poháru (1989/90, 1998/99)
- 2× vítěz italského Superpoháru (1993, 1994)
- 2× vítěz Ligy mistrů (1990/91, 1993/94)
- 1× vítěz evropského Superpoháru (1994)
- 1× vítěz Interkontinentálního poháru (1991)

### Reprezentační
- 2× na MS (1990, 1998)
- 1× na Mistrovství Evropy do 21 let (1990 - stříbro)